# Valparaíso (kommun i Chile)
Valparaíso är en kommun i Chile.   Den ligger i provinsen Provincia de Valparaíso och regionen Región de Valparaíso, i den södra delen av landet, 90 km väster om huvudstaden Santiago de Chile.
Runt Valparaíso är det i huvudsak tätbebyggt. Runt Valparaíso är det tätbefolkat, med 570 invånare per kvadratkilometer.